# Orippo

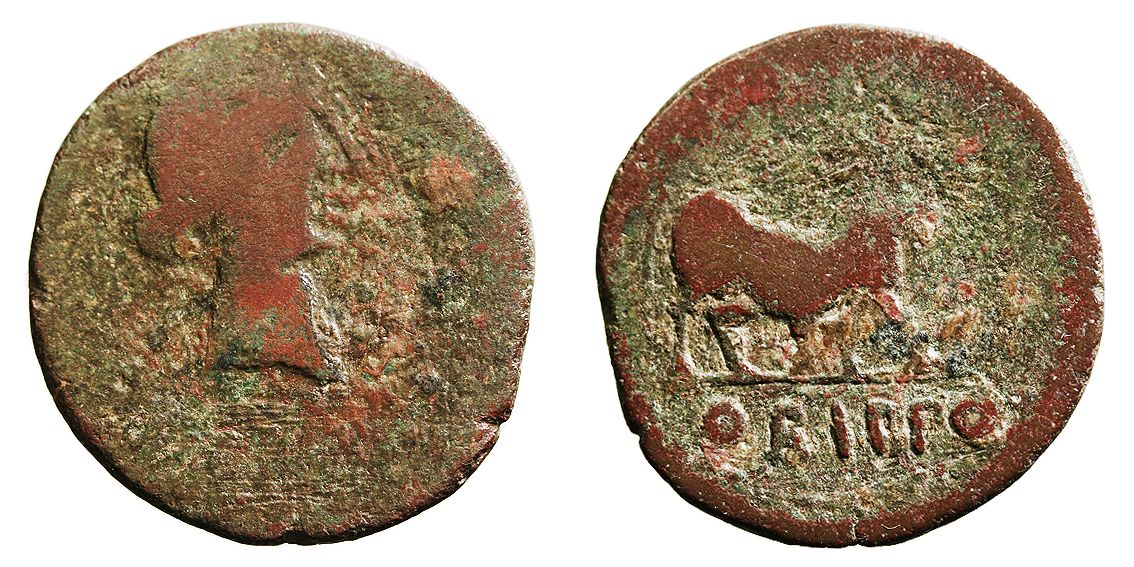
Asse di bronzo coniato a Orippo.

Orippo è stata un civitas stipendaria della Spagna romana di origine turdetana. È citata nel VII Itinerario antonino (Via Augusta), situata tra Ugia (ora Torre Alocaz, una frazione di Utrera) e Hispalis (Siviglia), sulle rive dell'antico Lacus Ligustinus. È anche citata nei bicchieri di Vicarello. Si trova nel territorio municipale di Dos Hermanas (provincia di Siviglia), tra la canalizzazione del Guadaíra e la zona industriale Carretera de La Isla.

## Toponimo
Il suffisso -ippo presente in un numero di città, è associato con gli oppida o città di origine turdetana, come Basilippo, Irippo, Ostippo, Acinipo o Baesippo. Il nome di Orippo significa 'città del canale', con allusione al braccio del fiume presso il quale sorgeva.

## Status giuridico
Orippo arrivò a coniare moneta propria, il che suggerisce che fosse una civitas stipendaria.

## Il sito
Il sito si trova presso la Torre de los Herberos. Intorno sono stati trovati forni per ceramica, pareti, un gruppo di tombe e un pozzo. Il ritrovamento più importante è stato quello del cosiddetto Matrimonio sedente de Orippo, una scultura in pietra in cui una coppia esprime un gesto affettuoso con le mani.
Il sito archeologico di Orippo è stato dichiarato Bien de Interés Cultural nel 1992.